# Square de la Roquette
Le square de la Roquette est un square du 11e arrondissement de Paris.

## Situation et accès
Ce site est desservi par la ligne 9 à la station de métro Voltaire, par la ligne 2 à la station Philippe Auguste et par les lignes 2 et 3 à la station Père Lachaise.

## Origine du nom
Le nom du square évoque l'eruca, la roquette, qui poussait entre les pierres de l'ancien couvent construit à cet emplacement.

## Historique
En lieu et place de la prison de la Petite Roquette, démolie en 1975, on trouve désormais un square aménagé en 1977 et une salle de spectacle en sous-sol, la salle Olympe-de-Gouges. Seuls vestiges du passé, les deux guérites d’accès au jardin sont l’ancien portail d'entrée de la prison, qui n’a pas bougé depuis sa construction, il y a 175 ans.

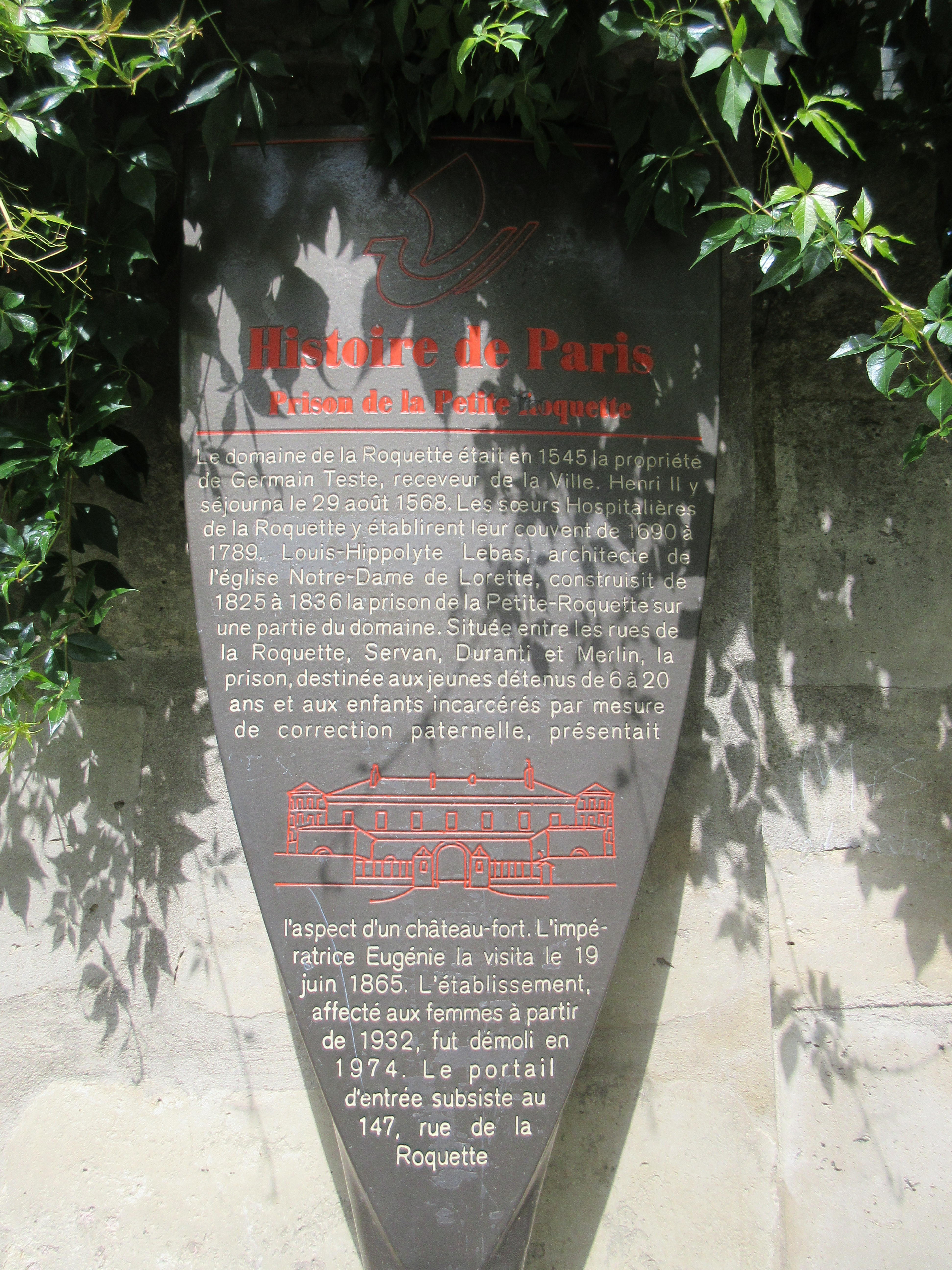
Panneau Histoire de Paris.
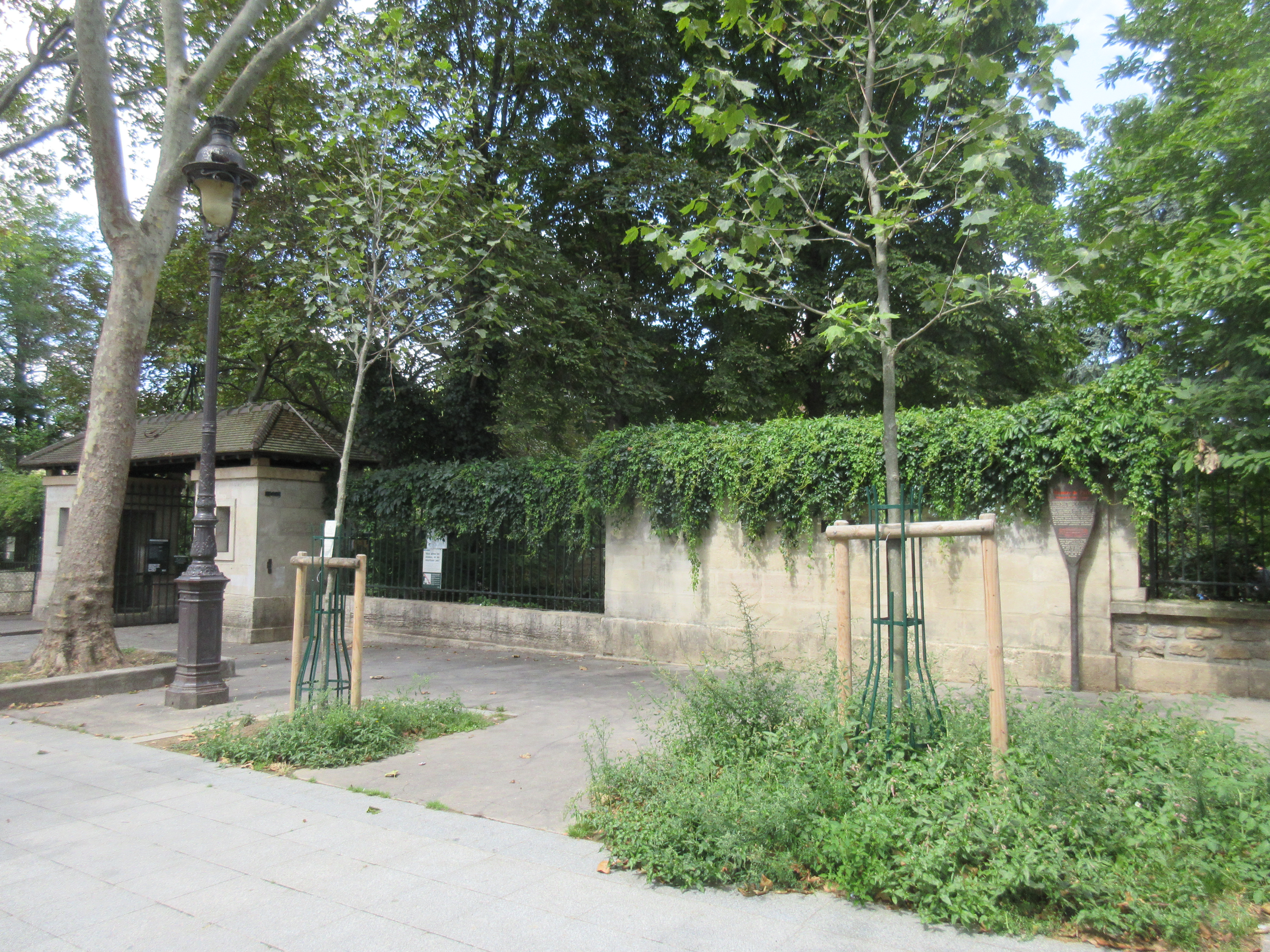
Panneau histoire de Paris «  Prison Petite Roquette » située à l'entrée du square Roquette sur la rue de la Roquette.

## Description

### La composition du square
Le square qui s'étend sur 18 915 m2, est composé de six parties, lui donnant un paysage varié. 
Depuis l'entrée principale, rue de la Roquette, le terrain s'élève jusqu'au sommet de la fontaine. À gauche de l'esplanade se situe une aire de jeux et, près de là, le local technique du jardin. Deux aires de jeu se situent derrière la fontaine : d'abord une aire de jeu destinée aux adolescents et, derrière, une aire de jeux destinée aux enfants. Un chemin permet de faire le tour de ces aires. Une esplanade en béton se trouve près de la rue Merlin ; elle permet l'accès à la salle de spectacle.

### Autour du square
À côté de l'entrée principale se situe un terrain de pétanque, un nichoir de régulation des pigeons et deux stations Vélib'. On peut se connecter à Internet avec un ordinateur portable car il existe une antenne Wi-Fi dans le parc.